# Сувальське воєводство
Сувальське воєводство (пол. województwo suwalskie) — адміністративно-територіальна одиниця Польщі найвищого рівня, яка існувала у 1975—1998 роках.
Являло собою одну з 49 основних одиниць адміністративного поділу Польщі, які були скасовані в результаті адміністративної реформи Польщі 1998 року.
Займало площу 10490 км². Адміністративним центром воєводства було місто Сувалки. Після адміністративної реформи воєводство припинило своє існування і його територія відійшла до Вармінсько-Мазурського та Підляського воєводств.

## Районні адміністрації
- Районна адміністрація в Августові для гмін: Августів, Барглув-Косьцельни, Ліпськ, Новінка, Пласька та Штабін, а також міст Августів та Ліпськ
- Районна адміністрація в Елку для гмін: Елк, Каліново, Просткі, Старі Юхи та міста Елк
- Районна адміністрація у Гіжицько для гмін: Гіжицько, Круклянки, Міколайкі, Мілкі, Рин, Видміни та міст Гіжицько, Міколайкі та Рин
- Районна адміністрація у Ґолдапі для гмін: Бані Мазурські, Гміна Дубенінкі, Ґолдап та міста Ґолдап
- Районна адміністрація в Олецько для гмін: Ковале-Олецьке, Олецько, Свентайно, Велічкі та міста Олецько
- Районна адміністрація у Пішу для гмін: Біла Піска, Ожиш, Піш та Руцяне-Нида, а також міст Біла Піска, Ожиш, Піш та Руцяне-Нида
- Районна адміністрація у Сейнах для гмін: Гіби, Краснополь, Пуньськ, Сейни та міста Сейни
- Районна адміністрація у Сувалках для гмін: Бакалажево, Філіпув, Єленево, Пшеросль, Рачкі, Рутка-Тартак, Сувалки, Шиплішкі, Віжайни та міста Сувалки
- Районна адміністрація у Венґожево для гмін: Будри, Позездже та Венґожево та міст Венґожево.

## Міста
Чисельність на 31 грудня 1998
- Сувалки – 68 331
- Елк – 56 208
- Гіжицько – 31 484
- Августів – 30 162
- Піш – 19 571
- Олецько – 17 175
- Ґолдап – 13 858
- Венґожево – 12 331
- Ожиш – 10 600
- Руцяне-Нида – 4593
- Біла Піска – 4589
- Міколайкі – 3793
- Рин – 3151
- Ліпськ – 2521

## Населення
| Рік         | 1975    | 1980    | 1985    | 1990    | 1995    | 1998    |
| Чисельність | 414 700 | 422 600 | 449 000 | 470 600 | 485 600 | 489 200 |